# Plage d'Ondarreta
La plage d'Ondarreta située sur la côte basque dans la baie de la Concha est une plage urbaine de la ville de Saint-Sébastien (Pays basque - Espagne).
Ondarreta est la plus occidentale des plages donostiarras (gentilé de Saint-Sébastien) et la plus courte, bien que grâce à sa situation, sa largeur moyenne soit plus grande que celle de la plage de la Concha car moins exposée aux variations des marées. De fait, bien qu'ayant une longueur plus petite de la moitié de la longueur de plage de la Concha, sa surface moyenne, de 60 000 m2, est de 6 000 m2 plus grande que celle de cette dernière.
Son profil est plus jeune et informel que celui de la plage de la Concha, bien que son utilisation soit également massive. Avant la profonde restauration de la plage de Zurriola elle était fréquentée pour la pratique du surf, qui a été transférée aujourd'hui complètement vers cette dernière. La plage dispose de vestiaires, de douches et de bains publics et d'une cafétéria.
La promenade d'Ondarreta, qui borde la plage, dispose de plusieurs tronçons avec la célèbre grille de la Concha, tandis que d'autres sont ouvertes à la plage, la différence de niveaux entre les deux étant de quelques mètres. Avec la promenade il y a des jardins dans lesquels on trouve une sculpture du débuts du XXe siècle de la reine Marie-Christine d'Autriche. Les bâtiments dont les façades donnent sur la promenade ont peu de hauteur : il s'agit de villas indépendantes de peu d'étages.

## Liens externes

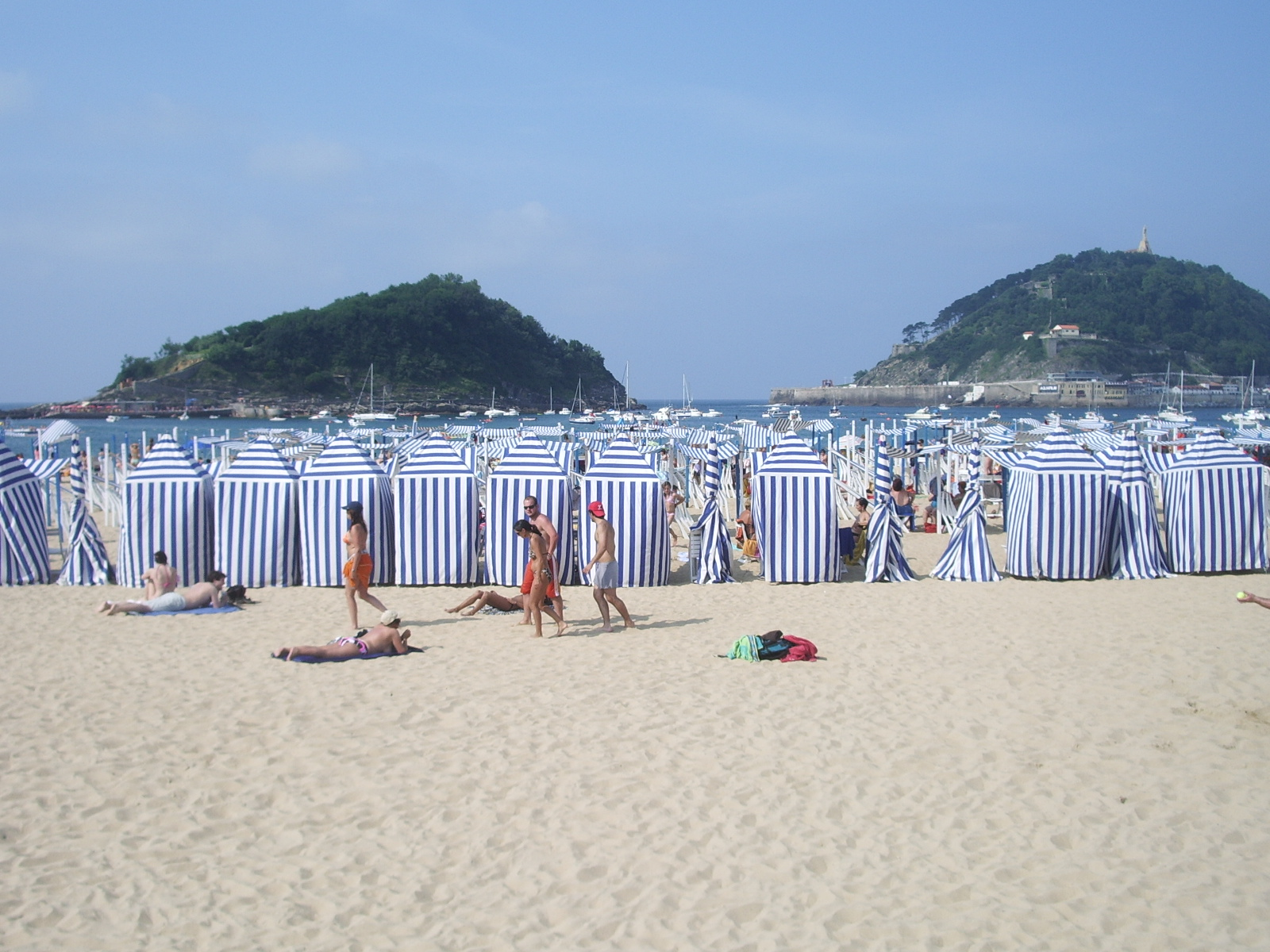
Plage d'Ondarreta